# Antoine Sanguin de Meudon
Antoine Sanguin de Meudon (ur. w 1493 we Francji, zm. 25 listopada 1559 w Paryżu) – francuski kardynał.

## Życiorys
Urodził się w 1493 roku we Francji, jako syn Antoine’a Sanguina i Marie Simon. 6 listopada 1533 roku został wybrany biskupem Orleanu. 19 grudnia 1539 roku został kreowany kardynałem prezbiterem i otrzymał kościół tytularny Santa Maria in Portico Octaviae. W 1543 roku został wielkim jałmużnikiem francuskim, a rok później biskupem Limoges. W 1547 roku zrezygnował z obu funkcji i wyjechał do Italii. Trzy lata później powrócił do Francji, zrezygnował z diecezji Orleanu i został arcybiskupem Tuluzy. Zmarł 25 listopada 1559 roku w Paryżu.